# Iașitex
Iașitex Iași este o companie producătoare de țesături și fire din bumbac din România.
Face parte din grupul Serviciile Comerciale Române, controlat de Ștefan Vuza, alături de Sinterom Cluj-Napoca, Contactoare Buzău, Chimcomplex Borzești, Uzuc Ploiești, Nova Textile Bumbac Pitești, Caromet Caransebeș, Someș Dej, Aisa Invest Cluj-Napoca și Inav București,
Acționarul majoritar al companiei este A2 Impex, care deține 59,84% din acțiuni. SIF 2 Moldova deține 31,52% din capital, iar Autoritatea pentru Valorificarea Activelor Statului (AVAS) are o participatie de 3,47%.. 
Titlurile Iașitex Iași se tranzacționează la categoria de bază a pieței Rasdaq, sub simbolul IASX.
Este unul dintre primii zece producători de textile din România asigurând 89% din producția națională și este singura companie locală care și-a menținut activitatea timp de 100 de ani. Unul din principalii clienți ai companiei este retailerul suedez de mobilier IKEA, pentru care Iașitex produce în proporție de 80%.

## Istoric
Compania a fost privatizată în mai 2003, când APAPS a vândut unui consorțiu format din firmele Carpatex Brașov și A2 Impex Ploiești un pachet de acțiuni reprezentând 51% din capitalul social al societății, pentru suma de 7,1 milioane dolari.
În anul 2004, compania Iașitex a achiziționat activele firmei piteștene Novatex, care deținea o fabrică de textile.
Ulterior, numele acesteia a fost schimbat în Nova Textile Bumbac Pitești, și în prezent produce țesături din bumbac și tip bumbac.
În urma acestei mișcări, Iașitex a ajuns la o capacitate de producție aproape dublă.
În anul 2006, cele două companii aveau un total de aproximativ 2.500 de angajați, dintre care 1.520 sunt angajați ai Iașitex.

## Rezultate financiare
Număr de angajați în 2006: 1.520
Cifra de afaceri:
- 2009: 62,2 milioane lei[7]
- 2007: 84,3 milioane lei (23,3 milioane euro)[1]
- 2006: 74,5 milioane lei[1]
- 2005: 17,5 milioane euro[2]

Profit net:
- 2009: 140 mii lei[7]
- 2007: 45,8 milioane lei (12,7 milioane euro)[1]
- 2006: 2,6 milioane lei[1]
- 2005: 0,6 milioane euro[2]

## Produse
Gama de produse cuprinde:
- Fire: cu finețe Ne 30÷83 100%bbc, pieptănate și gazat mercerizate;
- Țesături cu compoziții diferite – 100% bbc, 100% PES și amestecuri în diferite procente;
- Confecții: articole pentru mobilă, decorațiuni interioare, echipamente de protecție și lucru.